# Burchardztwo
Burchardztwo is een plaats in het Poolse district  Kartuski, woiwodschap Pommeren. De plaats maakt deel uit van de gemeente Kartuzy en telt 211 inwoners.